# Byron (efternamn)
Byron är ett efternamn.

## Personer med Byron som efternamn
- Lord Byron (1788–1824), brittisk poet och filhellen
- Ada Lovelace, född Byron (1815–1852), engelsk matematiker och skribent
- Anne Isabella Byron (1792–1860),  gift med Lord Byron
- David Byron (1947–1985), brittisk rocksångare
- George Byron, flera personer
  - George Gordon Byron, 6:e baron Byron (1788–1824), engelsk poet, omtalas som Lord Byron
  - George Anson Byron, 7:e baron Byron (1789–1868), brittisk amiral
  - George Anson Byron, 8:e baron Byron (1818–1870), brittisk militär
  - George Frederick William Byron, 9:e baron Byron (1855–1917), brittisk militär
- Henry James Byron (1835–1884), engelsk lustspelsförfattare
- Jean-Michel Byron (född 1957), sydafrikansk sångare
- John Byron, flera personer
  - John Byron, 1:e baron Byron (1599–1652), engelsk rojalist
  - John Byron (1723–1786), brittisk sjöofficer och upptäcktsresande
  - John "Mad Jack" Byron (1756–1791), den föregåendes son, far till poeten Lprd Byron
- Kari Byron (född 1974), amerikansk programledare
- Katharine Byron (1903–1976), amerikansk demokratisk politiker
- Kathleen Byron (1921–2009), brittisk skådespelare
- Marion Byron (1911–1985), amerikansk skådespelare och komiker
- Paul Byron (född 1989), kanadensisk ishockeyspelare
- Richard Byron, flera personer
  - Richard Byron, 2:e baron Byron (1606–1679), engelsk rojalist
  - Richard Byron, 12:e baron Byron (1899–1989), brittisk pee
- Tom Byron (född 1961), amerikansk porrskådespelare
- Walter Byron (1884–1971), kanadensisk ishockeymålvakt
- William Byron, flera personer
  - William Byron (racerförare) (född 1997), amerikansk stockcarförare
  - William Byron, 3:e baron Byron (1636–1695), brittisk peer
  - William Byron, 4:e baron Byron (1669–1736), brittisk peer
  - William Byron, 5:e baron Byron (1722–1798), brittisk peer
  - William D. Byron (1895–1941), amerikansk demokratisk kongressledamot
  - William J. Byron (född 1927), amerikansk jesuit